# Fjodor Dmitrijewitsch Krjukow

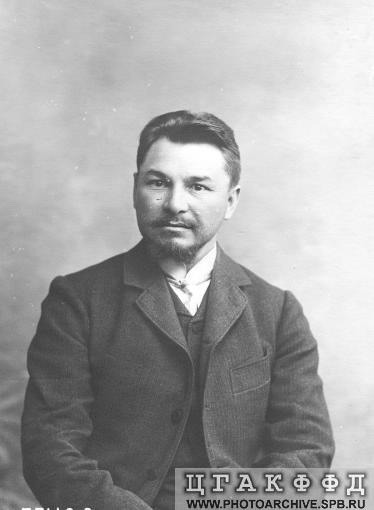
Fjodor Krjukow (1906)

Fjodor Dmitrijewitsch Krjukow (russisch Фёдор Дмитриевич Крюков; * 2.jul. / 14. Februar 1870greg.; † 4. März 1920) war ein kosakischer antibolschewistischer Schriftsteller und Soldat der Weißen Armee.
Im Jahr 1906 wurde Krjukow für die Bauernpartei der Trudowiki in die 1. Reichsduma gewählt. Nach deren Auflösung durch den Zaren unterzeichnete er das Wyborger Manifest, das die Bevölkerung zu zivilem Ungehorsam aufrief. 
Verschiedene Literaturkritiker, insbesondere Alexander Solschenizyn und Roi Medwedew, behaupten, dass Krjukow der tatsächliche Autor des von 1927 bis 1940 veröffentlichten Romans Der stille Don ist, für den Michail Scholochow 1965 den Literaturnobelpreis erhielt. Zu ebendiesem Ergebnis gelangt eine statistische Analyse des Textes durch Anatoli Fomenko.
Krjukow, der in Solschenizyns Roman Das rote Rad: Zweiter Knoten, November Sechzehn ausführlich unter dem Namen „Fjodor Dmitrijewitsch Kownjew“ erwähnt wird, starb 1920 an Typhus.